# ŽFK Roter Stern Belgrad
Der Frauenfußballklub Roter Stern (serbisch Женски фудбалски клуб (ЖФК) Црвена звезда Žеnski fudbalski klub (ŽFK) Crvena zvezda) ist ein Fußballverein der Sportgemeinschaft Roter Stern aus Belgrad in Serbien.

## Geschichte
Die Fußballsektion der Frauen von Roter Stern geht zurück auf den 2003 in Lazarevac gegründeten Verein ŽFK LASK, der 2006 in die höchste serbische Spielklasse der Frauen aufgestiegen war. Am 16. Juni 2011 ist dieser Club eine Kooperation mit Roter Stern eingegangen, die zunächst unter dem Namen LASK Roter Stern auflief. 2015 wurde der Club vollends in die Sportgemeinschaft inkooperiert, dessen Führung dazu nach Belgrad umzog. Als Heimspielstätte dient seither der Nebenplatz des Stadion Rajko Mitić. Ihren ersten Titel sicherten sich die Frauen von Roter Stern am 2. Juni 2018 durch einen 3:0-Sieg über ŽFK Vojvodina aus Novi Sad im serbischen Pokalfinale. Die Saison 2023/24 war die bisher erfolgreichste des Vereins, als man das Double aus Meisterschaft und Pokal feiern konnte.

## Erfolge
- Serbischer Meister: 2024
- Serbischer Pokalsieger: 2018, 2024

## Bekannte Spielerinnen
- Jelena Nikolić
- Jana Radosavljević